# The Red Sleeve Cuff
The Red Sleeve (en hangul, 옷소매 붉은 끝동; romanización revisada, Otsomae Bulgeun Kkeutdong), es una serie de televisión surcoreana transmitida del 12 de noviembre de 2021 hasta el 1 de enero de 2022 a través de MBC TV.
La serie está basada en la novela "The Red Sleeve Cuff" de Kang Mi-kang.

## Sinopsis
La serie presenta el romance entre Yi San, el rey de Joseon, cuya prioridad es la nación sobre el amor y Seong Deok-im, una dama de la corte que quiere proteger la vida que ha elegido.

## Reparto

### Personajes principales
- Lee Jun-ho como Yi San, Rey Jeongjo, un joven arrogante y perfeccionista, que a pesar de haber nacido como descendiente directo y nieto mayor del Rey Yeongjo, ha trabajado duro para convertirse en el sucesor perfecto que quiere su abuelo, a pesar de estar traumatizado por la muerte de su padre, el príncipe heredero Sado, suceso que le ha dejado un trauma emocional.[6][7]
  - Lee Joo-won como Jeongjo (de pequeña) - (Ep. 1).
- Lee Se-young como Seong Deok-im, Noble Consorte Real Uibin Sung, una dama de la corte y miembro del clan Seong, que quiere vivir una vida libre y no la de una de las numerosas damas de la corte conocidas como concubinas.[8] Más tarde se convierte en la esposa del Rey Jeongjo.[9][10]
  - Lee Seol-ah como Deok-im (de pequeña) - (Ep. 1, 4).
- Kang Hoon como Hong Deok-ro / Hong Guk-yong, el maestro del príncipe heredero que esconde una personalidad fría debajo de su apariencia afectuosa.[11]
  - Choi Jung-hoo como Deok-ro (de pequeño) - (Ep. 1).

### Personajes secundarios

#### Familia real
- Lee Deok-hwa como Yi Geum, Rey Yeongjo, el 21° rey de la dinastía coreana de Joseon y el abuelo del Rey Jeongjo.[12][13]
- Jang Hee-jin como la Reina Kim Jungsoon (Reina viuda Kim), miembro del clan Gyeongju Kim y la segunda reina consorte de Yi Geum, el rey Yeongjo de Joseon. Es la madrastra de Yi San, quien más tarde se convierte en el Rey Jeongjo.
- Kang Mal-geum como Consorte Viuda Hyebin Hong, quien más tarde se convierte en Lady Hyegyeong, la madre de Yi San.[14]
- Kim Yi-eon como la Princesa Cheongyeon, la primera hermana menor de Yi San, el Rey Jeongjo.
- Jo Seung-hee como la Princesa Cheongseon, la segunda hermana menor de Yi San, el Rey Jeongjo.
- Go Ha como la Consorte Real Moon Sook-ui.
- Park Seo-kyung como Hong Dan, Noble Consorte Real Wonbin Hong, la hermana menor de Hong Deok-ro.

#### Personas cercanas a Yi San
- Oh Dae-hwan como Kang Tae-ho, un guerrero y el guardaespaldas de Yi San, el Rey Yeongjo.[15][16]
- Moon Jung-dae como Seo Gye-jung, miembro de la asociación Dongdeok.
- Bae Je-ki como Jung Jae-hwa, el esposo de la Princesa Cheongseon y miembro de la asociación Dongdeok.
- Kim Kang-min como Kim Doo-seong, el esposo de la Princesa Cheongyeon, así como un miembro de la asociación Dongdeok.
- Yoon Hyo-sik como el eunuco del Príncipe heredero.

#### Personas cercanas a Seong Deok-im
- Jang Hye-jin como la dama de la corte Seo, la maestra de Seong Deok-im.
- Lee Min-ji como Kim Bok-yeon, una dama de la corte y amiga de Seong Deok-im en el palacio real. Es una mujer alegre y vivaz, que considera la lealtad como una prioridad y participa activamente en lo que respecta a la virtud.[17]
  - Yoon Hae-bin como Bok-yeon (de joven).
- Ha Yul-ri como Bae Kyung-hee, colega de Seong Deok-im.[18]
  - Lee Seo-hyun como Kyung-hee (de joven) - (Ep. 1).
- Lee Eun-saem como Son Young-hee, una colega de Seong Deok-im.[19]
  - Jo Si-yeon como Young-hee (de joven).
- Yang Byeong-yeol como Sung-sik, el hermano menor de Seong Deok-im. Después de separarse de Deok-im cuando eran jóvenes, desaparecido por un tiempo y ahora se reúne con su hermana.[20]
  - Lee Seung-woo como Sung-sik (de joven) - (Ep. 4, 7).
- Ahn Se-min como Sung Gung-min, el hijo de Sung-sik y sobrino de Seong Deok-im, la Noble Consorte Real Uibin Sung (Ep. 17).

#### Opositores políticos de Yi San
- Jo Hee-bong como Hong Jung-yeo, es el segundo concejal de estado.
- Seo Hyo-rim como la Princesa Hwawan, una princesa de Joseon y la novena hija de Yi Geum, el rey Yeongjo de Joseon, así como la madre adoptiva de Jeong Baek-ik.[21]
- Kwon Hyun-bin como Jeong Baek-ik, el joven hijo adoptivo de la Princesa Hwawan y secretario real. Es un joven absolutamente obediente a su madre e internamente, tiene un complejo de inferioridad por provenir de un bajo estatus social al nacer. Tiene una gran ambición increíblemente por el poder por lo que se enfrentará al emperador Yi San.[22][23]

#### Damas de la corte
- Park Ji-young como Cho Sang-gung, una dama de la corte encargada de observar a todas las futuras damas que entran al palacio. Es una mujer con gran poder político detrás de escena que ha visto crecer a Seong Deok-im.[24]
- Ji Eun como King Wol-hae, una dama de la corte.
- Cha Mi-kyung como la dama de la corte Park, la maestra de Son Young-hee.
- Park Jung-eon como la dama de la corte de Yeongbin Yi.
- Kim Ja-young como la dama de la corte Kwon.
- Ok Joo-ri como la dama de la corte Kim.
- Lee Ji-wan como la dama de la corte Jung, una admiradora de Seong Deok-im.
- Jung Ye-nok como la dama de la corte Jang, una admiradora de Seong Deok-im.

### Otros personajes
- Jo Chan-hyung como un guerrero y guardia de Yi San.
- Kim Byung-chun como Shim Hwi-won.
- Yi Seo como la Yoon Yeon-joo, Noble Consorte Real Hwabin Yun.
- Park Kyung-geun como un eunuco del Rey.
- Jo Nam-hee como un oficial.
- Choi Min como un mayor.
- Jung Joon como un niño eunuco (Ep. 1).
- Yoon Seo-yeon como Seo Eun-bi (Ep. 3).
- Choi Hye-seo como una pequeña niña en la corte (Ep. 3).
- Oh Young-mi como la dama de la corte Choi (Ep. 4).
- Kim Mi-ra como la sirvienta de la Consorte Hyebin Hong (Ep. 4).
- Seo Jeong-hoo como un borracho en la casa de la cortesana (Ep. 5).
- Jung Jong-woo como un guardia (Ep. 6).
- Yoo Ok-joo como una inspectora de la dama de la corte (Ep. 8).
- Song Chang-gyu como un médico real (Ep. 8).
- Kim Jun como un niño jugando junto al río (Ep. 9).
- Choi Na-moo como una dama de la corte (Ep. 9).
- Shin Ye-on como una dama de la corte (Ep. 9).
- Seo Hee como una espectadora de la procesión de damas de la corte (Ep. 9).
- Jang Eui-don como un comandante (Ep. 9).
- Choi Gyo-shik como un bibliotecario (Ep. 15).
- Oh Ji-young como una médico (Ep. 16).
- Park Yong como un médico real (Ep. 17).
- Kim Oh-bok como un tutor real.
- Jeong Yeong-do como un tutor real.
- Jeon Yeo-jin como la dama principal de la corte de la Reina Kim Jungsoon.
- Kim Jin-ok como una dama de la corte.
- Jeon Go-eun como una dama de la corte.
- Lim Jung-ok como la dama de la corte Bae.

### Apariciones especiales
- Nam Ki-ae como la Noble Consorte Real Yeongbin Yi, la abuela de Yi San, el Rey Jeongjo (Ep. 1).
- Ha Seok-jin como Janghwa Hongryeonjeon Sato, un magistrado (Ep. 1).[25]
- Do Sang-woo como el Príncipe Heredero Sado, el padre de Yi San, el Rey Jeongjo (Ep. 2).
- Lee Soon-jae como un adulto mayor (Ep. 17).

## Episodios
La serie está conformada por diecisiete episodios y fue emitida del 12 de noviembre de 2021 hasta el 1 de enero de 2022, de viernes a sábado a través de la MBC a las 22:00 Huso horario de Corea (KST).
Originalmente la serie estaba conformada por 16 episodios, sin embargo debido a su popularidad, se agregó un episodio más.
El 17 de enero de 2022, un representante de la MBC compartió: "The Red Sleeve" de la MBC, que recibió un gran amor el año pasado, regresará a la televisión este Año Nuevo Lunar con un programa especial titulado "Holding on to The Red Sleeve". El cual será emitido el 31 de enero a las 11:10 p. m. KST y será presentado por Jang Yoon-jung, Do Kyung-wan y Kwanghee.

### Índice de audiencia
Los números en color rojo indican las calificaciones más bajas, mientras que los números en azul indican las calificaciones más altas.
| Episodio | Fecha de emisión        | Participación promedio de audiencia | Participación promedio de audiencia | Participación promedio de audiencia |
| Episodio | Fecha de emisión        | Nielsen Korea                       | Nielsen Korea                       | TNmS                                |
| Episodio | Fecha de emisión        | Nacional                            | Seúl                                | Nacional                            |
| -------- | ----------------------- | ----------------------------------- | ----------------------------------- | ----------------------------------- |
| 1        | 12 de noviembre de 2021 | 5.7 % (12.ª)                        | 5.7 % (10.ª)                        | N/A                                 |
| 2        | 13 de noviembre de 2021 | 5.6 % (11.ª)                        | 5.2 % (8.ª)                         | 4.8 % (15.ª)                        |
| 3        | 19 de noviembre de 2021 | 7.0 % (9.ª)                         | 6.3 % (10.ª)                        | 6.6 % (9.ª)                         |
| 4        | 20 de noviembre de 2021 | 7.5 % (4.ª)                         | 7.6 % (3.ª)                         | 6.3 % (9.ª)                         |
| 5        | 26 de noviembre de 2021 | 8.8 % (4.ª)                         | 8.1 % (4.ª)                         | 6.7 % (11.ª)                        |
| 6        | 27 de noviembre de 2021 | 9.4 % (2.ª)                         | 8.5 % (2.ª)                         | N/A                                 |
| 7        | 3 de diciembre de 2021  | 10.7 % (2.ª)                        | 10.5 % (2.ª)                        | N/A                                 |
| 8        | 4 de diciembre de 2021  | 10.5 % (2.ª)                        | 10.3 % (2.ª)                        | 7.8 % (2.ª)                         |
| 9        | 10 de diciembre de 2021 | 10.9 % (3.ª)                        | 10.9 % (3.ª)                        | 8.9 % (7.ª)                         |
| 10       | 11 de diciembre de 2021 | 10.2 % (2.ª)                        | 10.2 % (2.ª)                        | 9.1 % (2.ª)                         |
| 11       | 17 de diciembre de 2021 | 12.8 % (2.ª)                        | 12.7 % (2.ª)                        | 10.8 % (3.ª)                        |
| 12       | 18 de diciembre de 2021 | 13.3 % (2.ª)                        | 13.6 % (2.ª)                        | 10.2 % (2.ª)                        |
| 13       | 24 de diciembre de 2021 | 12.8 % (2.ª)                        | 12.8 % (2.ª)                        | 10.8 % (4.ª)                        |
| 14       | 25 de diciembre de 2021 | 13.0 % (3.ª)                        | 12.7 % (3.ª)                        | N/A                                 |
| 15       | 25 de diciembre de 2021 | 14.3 % (2.ª)                        | 13.8 % (2.ª)                        | N/A                                 |
| 16       | 1 de enero de 2022      | 17.0 % (3.ª)                        | 16.4 % (3.ª)                        | 12.3 % (2.ª)                        |
| 17       | 1 de enero de 2022      | 17.4 % (2.ª)                        | 16.8 % (2.ª)                        | 11.8 % (3.ª)                        |
| Promedio | Promedio                | 11 %                                | 10.7 %                              | 8.8 %                               |

## Música
El OST de la serie está conformado por las siguientes canciones:

### Parte 1
| No. | Intérprete | Canción                | Letra        | Música                                    | Duración |
| --- | ---------- | ---------------------- | ------------ | ----------------------------------------- | -------- |
| 1   | Wheein     | "I Wish" (바라고 바라) | Kim Ho-kyung | Jung Seung-hyun y Park Tae-hyun (de 1601) | 4:01     |
| 2   |            | "I Wish" (Inst.)       | -            | Jung Seung-hyun y Park Tae-hyun           | 4:01     |

### Parte 2
| No. | Intérprete          | Canción                            | Letra             | Música       | Duración |
| --- | ------------------- | ---------------------------------- | ----------------- | ------------ | -------- |
| 1   | Ben (Lee Eun-young) | "Starlight Heart" (잠들지 않는 별) | TH y Jung Soo-min | Jung Soo-min | 4:02     |
| 2   |                     | "Starlight Heart" (Inst.)          | -                 | Jung Soo-min | 4:02     |

### Parte 3
| No. | Intérprete    | Canción                                          | Letra          | Música                   | Duración |
| --- | ------------- | ------------------------------------------------ | -------------- | ------------------------ | -------- |
| 1   | Jeong Se-woon | "My Wonderous Miracle" (네가 나의 기적인 것처럼) | Baek Seung-jae | Baek Seung-jae y Dr. Son | 3:15     |
| 2   |               | "My Wonderous Miracle" (Inst.)                   | -              | Baek Seung-jae y Dr. Son | 3:15     |

### Parte 4
| No. | Intérprete     | Canción                                                 | Letra               | Música              | Duración |
| --- | -------------- | ------------------------------------------------------- | ------------------- | ------------------- | -------- |
| 1   | Hwang Min-hyun | "I'll Be with You Every Day" (모든 날을 너와 함께 할게) | Noheul y Baek Ma-li | Noheul y Baek Ma-li | 3:51     |
| 2   |                | "I'll Be with You Every Day" (Inst.)                    | -                   | Noheul y Baek Ma-li | 3:51     |

### Parte 5
| No. | Intérprete              | Canción                       | Letra        | Música                                                | Duración |
| --- | ----------------------- | ----------------------------- | ------------ | ----------------------------------------------------- | -------- |
| 1   | Shim Kyu-sun (de Lucia) | "Beautiful" (비로소 아름다워) | Kim Ho-kyung | Jeong Seung-hyeon (de 1601) y Park Tae-hyun (de 1601) | 4:40     |
| 2   |                         | "Beautiful" (Inst.)           | -            | Jeong Seung-hyeon y Park Tae-hyun                     | 4:40     |

### Parte 6
| No. | Intérprete     | Canción                                        | Letra                  | Música                 | Duración |
| --- | -------------- | ---------------------------------------------- | ---------------------- | ---------------------- | -------- |
| 1   | Jeon Sang-geun | "Every Step You Take" (내가 한 걸음 뒤로 갈게) | Humbler y Lee Seung-ho | Humbler y Lee Seung-ho | 4:04     |
| 2   |                | "Every Step You Take" (Inst.)                  | -                      | Humbler y Lee Seung-ho | 4:04     |

### Parte 7
| No. | Intérprete | Canción                                        | Letra        | Música                                                | Duración |
| --- | ---------- | ---------------------------------------------- | ------------ | ----------------------------------------------------- | -------- |
| 1   | Xiah Junsu | "I'm Still" (네가 불어오는 이곳에서 난 여전히) | Kim Ho-kyung | Jeong Seung-hyeon (de 1601) y Park Tae-hyun (de 1601) | 3:42     |
| 2   |            | "I'm Still" (Inst.)                            | -            | Jeong Seung-hyeon y Park Tae-hyun                     | 3:42     |

### Parte 8
| No. | Intérprete  | Canción                           | Letra      | Música                           | Duración |
| --- | ----------- | --------------------------------- | ---------- | -------------------------------- | -------- |
| 1   | Lee Sun-hee | "I'll Leave You" (그대 손 놓아요) | Yoon Da-on | Lee Do-hyung (Lohi) y Yoon Da-on | 3:54     |
| 2   |             | "I'll Leave You" (Inst.)          | -          | Lee Do-hyung y Yoon Da-on        | 3:54     |

### Parte 9
| N.º | Intérprete    | Canción                                 | Letra                                  | Música                                 | Duración |
| --- | ------------- | --------------------------------------- | -------------------------------------- | -------------------------------------- | -------- |
| 1   | Lia (de Itzy) | "Always Be Your Star" (밝혀줄게 별처럼) | Humbler, Eo Young-soo y Kim Seong-hyun | Humbler, Eo Young-soo y Kim Seong-hyun | 3:46     |
| 2   |               | "Always Be Your Star" (Inst.)           | -                                      | Humbler, Eo Young-soo y Kim Seong-hyun | 3:46     |

## Premios y nominaciones
| Año  | Categoría                                        | Premios                  | Nominado(a)               | Resultado |
| ---- | ------------------------------------------------ | ------------------------ | ------------------------- | --------- |
| 2022 | Mejor actor                                      | 58th Baeksang Arts Award | Lee Jun-ho                | Pendiente |
| 2022 | Mejor actriz                                     | 58th Baeksang Arts Award | Lee Se-young              | Pendiente |
| 2022 | Mejor actor de reparto                           | 58th Baeksang Arts Award | Lee Deok-hwa              | Pendiente |
| 2022 | Mejor actriz de reparto                          | 58th Baeksang Arts Award | Jang Hee-jin              | Pendiente |
| 2022 | Mejor serie                                      | 58th Baeksang Arts Award | The Red Sleeve            | Pendiente |
| 2021 | Serie del año                                    | 2021 MBC Drama Award     | The Red Sleeve            | Ganó      |
| 2021 | Premio a la gran excelencia, actor en miniserie  | 2021 MBC Drama Award     | Lee Jun-ho                | Ganó      |
| 2021 | Premio a la gran excelencia, actor en miniserie  | 2021 MBC Drama Award     | Lee Deok-hwa              | Nominado  |
| 2021 | Premio a la gran excelencia, actriz en miniserie | 2021 MBC Drama Award     | Lee Se-young              | Ganó      |
| 2021 | Premio a la excelencia, actor en miniserie       | 2021 MBC Drama Award     | Kang Hoon                 | Nominado  |
| 2021 | Premio a la excelencia, actriz en miniserie      | 2021 MBC Drama Award     | Park Ji-young             | Nominada  |
| 2021 | Mejor actor de reparto                           | 2021 MBC Drama Award     | Oh Dae-hwan               | Nominado  |
| 2021 | Mejor actriz de reparto                          | 2021 MBC Drama Award     | Jang Hye-jin              | Ganó      |
| 2021 | Mejor pareja Award                               | 2021 MBC Drama Award     | Lee Jun-ho y Lee Se-young | Ganaron   |
| 2021 | Mejor actor revelación                           | 2021 MBC Drama Award     | Kang Hoon                 | Ganó      |
| 2021 | Mejor actriz revelación                          | 2021 MBC Drama Award     | Ha Yul-ri                 | Nominada  |
| 2021 | Lifetime Achievement Award                       | 2021 MBC Drama Award     | Lee Deok-hwa              | Ganó      |
| 2021 | Best Writer Award                                | 2021 MBC Drama Award     | Jung Hae-ri               | Ganó      |

## Producción
La serie fue creada por Kim Ho-young (del departamento de drama de la MBC). mientras que la dirección fue realizada por Jung Ji-in, el guion por Jung Hae-ri (정해리), y la producción Lee Wol-yeon, quienes contaron con Kim Yeon-seong, Kim Do-kyun, Han Jae-hun, Lee Hyun-wook y Pyo Jong-rok en la producción ejecutiva.
Originalmente los papeles principales se les habían ofrecido a los actores Kim Kyung-nam y Park Hye-su, sin embargo debido a los retrasos de la producción causados por la pandemia de COVID-19 ambos artistas rechazaron la propuesta, pues la producción debía empezar en agosto de 2020.
Las fotos de la primera lectura del guion fueron lanzadas en 2021, mientras que la conferencia de prensa en línea fue realizada en noviembre del mismo año.

### Recepción
El 16 de noviembre de 2021, Good Data Corporation compartió su nueva clasificación de los dramas y miembros del elenco que generaron más revuelo durante la semana. Las listas se compilaron a partir del análisis de artículos de noticias, publicaciones de blogs, comunidades en línea, videos y publicaciones en redes sociales sobre los dramas que están actualmente al aire o que saldrán al aire próximamente. Antes de su estreno, la serie obtuvo el puesto número 1 en la lista de dramas, más comentados de la semana. Mientras que los actores Lee Se-young y Lee Jun-ho ocuparon los puestos 4 y 7 respectivamente dentro de los diez miembros del elenco más comentados de la semana.
El 23 de noviembre de 2021, Good Data Corporation compartió su nueva clasificación de los dramas y miembros del elenco que generaron más revuelo durante la semana. Las listas se compilaron a partir del análisis de artículos de noticias, publicaciones de blogs, comunidades en línea, videos y publicaciones en redes sociales sobre los dramas que están actualmente al aire o que saldrán al aire próximamente. Antes de su estreno, la serie obtuvo nuevamente el puesto número 1 en la lista de dramas, más comentados de la semana. Mientras que los actores Lee Se-young y Lee Jun-ho ocuparon los puestos 3 y 7 respectivamente dentro de los diez miembros del elenco más comentados de la semana.
El 30 de noviembre de 2021, Good Data Corporation compartió su nueva clasificación de los dramas y miembros del elenco que generaron más revuelo durante la semana. Las listas se compilaron a partir del análisis de artículos de noticias, publicaciones de blogs, comunidades en línea, videos y publicaciones en redes sociales sobre los dramas que están actualmente al aire o que saldrán al aire próximamente. La serie obtuvo el puesto número 1 en la lista de dramas, más comentados de la semana. Mientras que los actores Lee Se-young y Lee Jun-ho ocuparon los puestos 1 y 2 respectivamente dentro de los diez miembros del elenco más comentados de la semana.
El 7 de diciembre de 2021, Good Data Corporation compartió su nueva clasificación de los dramas y miembros del elenco que generaron más revuelo durante la semana. Las listas se compilaron a partir del análisis de artículos de noticias, publicaciones de blogs, comunidades en línea, videos y publicaciones en redes sociales sobre los dramas que están actualmente al aire o que saldrán al aire próximamente. La serie obtuvo el puesto número 1 en la lista de dramas, más comentados de la semana. Mientras que los actores Lee Se-young y Lee Jun-ho ocuparon los puestos 1 y 2 respectivamente dentro de los diez miembros del elenco más comentados de la semana.
El 14 de diciembre de 2021, Good Data Corporation compartió su nueva clasificación de los dramas y miembros del elenco que generaron más revuelo durante la semana. Las listas se compilaron a partir del análisis de artículos de noticias, publicaciones de blogs, comunidades en línea, videos y publicaciones en redes sociales sobre los dramas que están actualmente al aire o que saldrán al aire próximamente. La serie ocupó nuevamente el puesto número 1 en la lista de dramas, más comentados de la semana. Mientras que los actores Lee Se-young y Lee Jun-ho también ocuparon nuevamente los puestos 1 y 2 respectivamente dentro de los diez miembros del elenco más comentados de la semana.
El 22 de diciembre de 2021, Good Data Corporation compartió su nueva clasificación de los dramas y miembros del elenco que generaron más revuelo durante la semana. Las listas se compilaron a partir del análisis de artículos de noticias, publicaciones de blogs, comunidades en línea, videos y publicaciones en redes sociales sobre los dramas que están actualmente al aire o que saldrán al aire próximamente. La serie obtuvo el puesto número 1 en la lista de dramas, más comentados de la semana. Mientras que los actores Lee Se-young y Lee Jun-ho ocuparon los puestos 1 y 2 respectivamente dentro de los diez miembros del elenco más comentados de la semana.
El 28 de diciembre de 2021, Good Data Corporation compartió su nueva clasificación de los dramas y miembros del elenco que generaron más revuelo durante la semana. Las listas se compilaron a partir del análisis de artículos de noticias, publicaciones de blogs, comunidades en línea, videos y publicaciones en redes sociales sobre los dramas que están actualmente al aire o que saldrán al aire próximamente. La serie nuevamente obtuvo el puesto número 1 en la lista de dramas, más comentados de la semana. Mientras que los actores Lee Se-young, Lee Jun-ho y Kang Hoon ocuparon los puestos 1, 2 y 8 respectivamente dentro de los diez miembros del elenco más comentados de la semana.
El 4 de enero de 2022, Good Data Corporation compartió su nueva clasificación de los dramas y miembros del elenco que generaron más revuelo durante la semana. Las listas se compilaron a partir del análisis de artículos de noticias, publicaciones de blogs, comunidades en línea, videos y publicaciones en redes sociales sobre los dramas que están actualmente al aire o que saldrán al aire próximamente. La serie por octava semana consecutiva obtuvo el puesto número 1 en la lista de dramas, más comentados de la semana. Mientras que los actores Lee Se-young y Lee Jun-ho ocuparon los puestos 1 y 2 respectivamente dentro de los diez miembros del elenco más comentados de la semana.